# Horncastle
Horncastle este un oraș în comitatul Lincolnshire, regiunea East Midlands, Anglia. Orașul aparține districtului East Lindsey.